# Tour de Francia 1961
El 48.º Tour de Francia se disputó entre el 25 de junio y el 16 de julio de 1961 con un recorrido de 4397 km. dividido en 21 etapas de las que la primera constó de dos sectores.
Participaron 132 ciclistas repartidos en 11 equipos de 12 corredores logrando llegar a París solo 72 ciclistas sin que ninguna de las formaciones lograra llegar con todos sus integrantes.
André Darrigade al lograr, por quinta vez, vencer en la primera etapa se hizo con el maillot amarillo que tras el segundo sector pasó a manos de Jacques Anquetil que lo mantendría hasta el final.
El vencedor cubrió la prueba a una velocidad media de 36,033 km/h.

## Etapas
| Etapa   | Fecha  | Recorrido                      | Distancia (km) | Ganador              | Líder            |
| ------- | ------ | ------------------------------ | -------------- | -------------------- | ---------------- |
| 1.ª (1) | 25 jun | Ruan-Versailles                | 136,5          | André Darrigade      | André Darrigade  |
| 1.ª (2) | 25 jun | Versailles-Versailles          | 28,5 (CRI)     | Jacques Anquetil     | Jacques Anquetil |
| 2.ª     | 26 jun | Pontoise-Roubaix               | 230,5          | André Darrigade      | Jacques Anquetil |
| 3.ª     | 27jun  | Roubaix-Charleroi              | 197,5          | Emile Daems          | Jacques Anquetil |
| 4.ª     | 28 jun | Charleroi-Metz                 | 237,5          | Anatole Novak        | Jacques Anquetil |
| 5.ª     | 29 jun | Metz-Estrasburgo               | 221            | Louis Bergaud        | Jacques Anquetil |
| 6.ª     | 30 jun | Estrasburgo-Belfort            | 180,5          | Joseph Planckaert    | Jacques Anquetil |
| 7.ª     | 1 jul  | Belfort-Chalon-sur-Saône       | 214,5          | Jean Stablinski      | Jacques Anquetil |
| 8.ª     | 2 jul  | Chalon-sur-Saône-Saint-Étienne | 240,5          | Jean Forestier       | Jacques Anquetil |
| 9.ª     | 3 jul  | Saint-Étienne-Grenoble         | 230            | Charly Gaul          | Jacques Anquetil |
| 10.ª    | 4 jul  | Grenoble-Turín                 | 250,5          | Guy Ignolin          | Jacques Anquetil |
| 11.ª    | 5 jul  | Turín-Antibes                  | 225            | Guido Carlesi        | Jacques Anquetil |
| 12.ª    | 6 jul  | Antibes-Aix-en-Provence        | 199            | Michel Van Aerde     | Jacques Anquetil |
| 13.ª    | 7 jul  | Aix-en-Provence-Montpellier    | 177,5          | André Darrigade      | Jacques Anquetil |
| 14.ª    | 9 jul  | Montpellier-Perpiñán           | 174            | Eddy Pauwels         | Jacques Anquetil |
| 15.ª    | 10 jul | Perpiñán-Toulouse              | 206            | Guido Carlesi        | Jacques Anquetil |
| 16.ª    | 11 jul | Toulouse-Superbagnères         | 208            | Imerio Massignan     | Jacques Anquetil |
| 17.ª    | 12 jul | Luchon-Pau                     | 197            | Eddy Pauwels         | Jacques Anquetil |
| 18.ª    | 13 jul | Pau-Burdeos                    | 207            | Martin Van Geneugden | Jacques Anquetil |
| 19.ª    | 14 jul | Bergerac-Périgueux             | 74,5 (CRI)     | Jacques Anquetil     | Jacques Anquetil |
| 20.ª    | 15 jul | Périgueux-Tours                | 309,5          | André Darrigade      | Jacques Anquetil |
| 21.ª    | 16 jul | Tours-París                    | 252,5          | Robert Cazala        | Jacques Anquetil |

CRI = Contrarreloj individual

## Clasificación general
| Clasificación general |                     |                  |                   |
| Ciclista              | Ciclista            | Equipo           | Tiempo            |
| --------------------- | ------------------- | ---------------- | ----------------- |
| 1.º                   | Jacques Anquetil    | Francia          | 122 h 01 min 33 s |
| 2.º                   | Guido Carlesi       | Italia           | + 12 min 14 s     |
| 3.º                   | Charly Gaul         | Suiza/Luxemburgo | + 12 min 16 s     |
| 4.º                   | Imerio Massignan    | Italia           | + 15 min 59 s     |
| 5.º                   | Hans Junkermann     | West Germany     | + 16 min 09 s     |
| 6.º                   | Fernando Manzaneque | España           | + 16 min 27 s     |
| 7.º                   | José Pérez Francés  | España           | + 20 min 41 s     |
| 8.º                   | Jean Dotto          | Centre-Midi      | + 21 min 44 s     |
| 9.º                   | Eddy Pauwels        | Bélgica          | + 26 min 57 s     |
| 10.º                  | Jan Adriaensens     | Bélgica          | + 28 min 05 s     |